# Kuchenbude

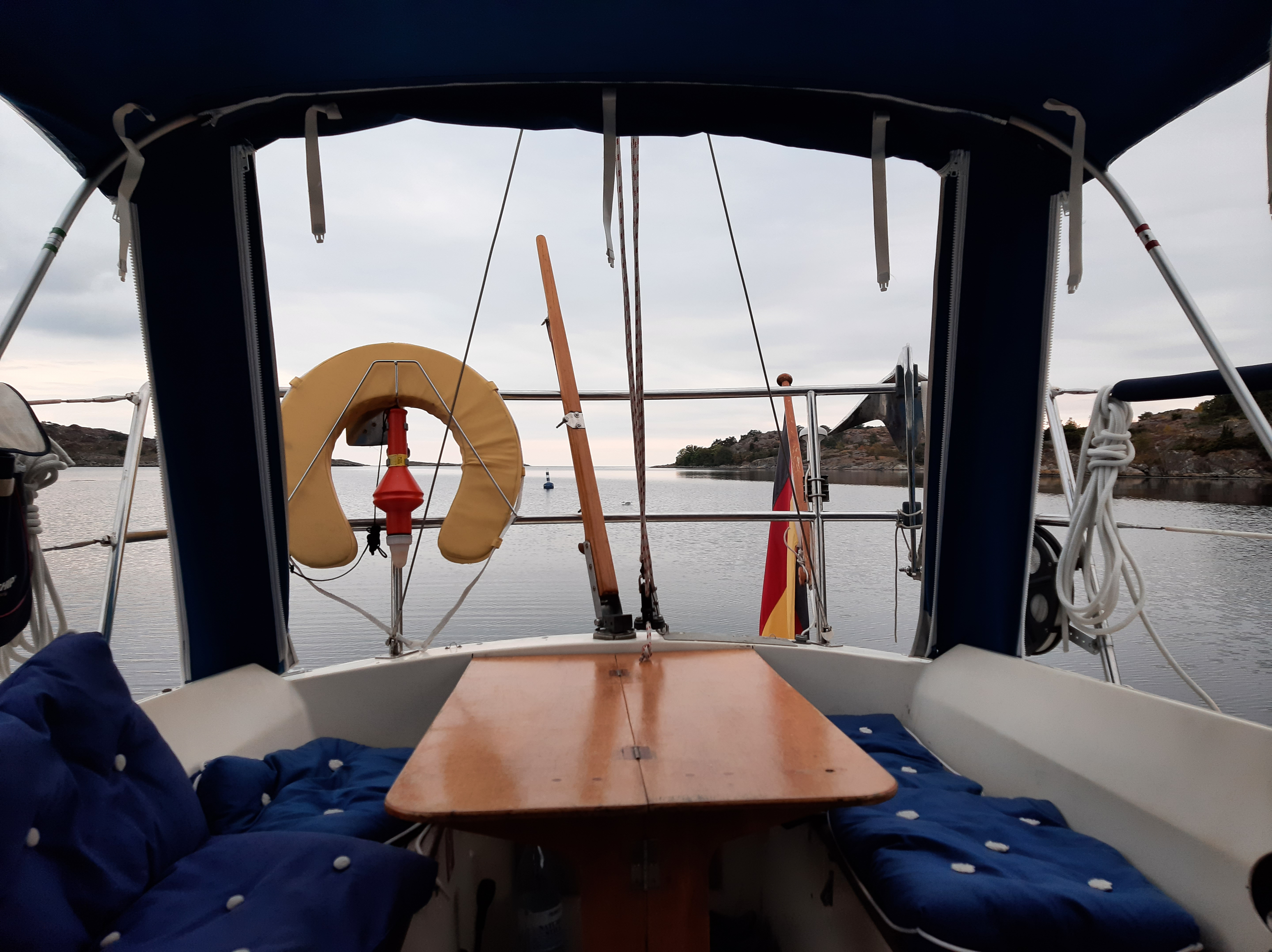
Kuchenbude auf einer Segelyacht

Als Kuchenbude wird auf (Sport-)Segelschiffen die Abdeckung der Plicht mit einem Verdeck bezeichnet. Im Gegensatz zum Bimini umschließt die Kuchenbude ähnlich einem Zelt das gesamte Cockpit und schützt so auch vor Windeinflüssen. So entsteht ein zusätzlicher, je nach Schiffsgröße und Gegebenheiten unterschiedlich großer nutzbarer Raum, der nun abgeschottet von der Außenwelt vielfältig genutzt werden kann. Je nach Ausführung sind Fenster sowie Ein- und Ausstiege (z. B. durch Reißverschlüsse) vorhanden.
Als Unterkonstruktion werden meist bewegliche Rohr-Spriegel aus Aluminium oder Edelstahl benutzt, so dass die Kuchenbude (Sprayhood-Anhangpersenning oder Kletsche) nach achtern geklappt werden kann.